# Adolf Dürr

Adolf Dürr als Fuchs des Corps Saxo-Borussia Heidelberg, 1893

Karl Ludwig Adolf Dürr (* um 1874; † 1945) war ein deutscher Verwaltungs- und Ministerialbeamter sowie Verwaltungsrichter.

## Leben
Adolf Dürr studierte an der Ruprecht-Karls-Universität Rechtswissenschaft. 1893 wurde er Mitglied des Corps Saxo-Borussia Heidelberg. 1897 wurde er an der Universität Leipzig zum Dr. iur. promoviert. Nach dem Assessorexamen trat er in den preußischen Staatsdienst. Von 1900 bis 1901 absolvierte er das Regierungsreferendariat bei der Regierung in Liegnitz. Als Regierungsassessor wurde er 1908 zum Landrat des Kreises Wongrowitz ernannt. Im November 1918 wurde er durch den Arbeiter- und Soldatenrat abgesetzt, fand Anfang 1919 vorübergehend eine Beschäftigung und wechselte im Juni 1919 in das Reichsfinanzministerium. Zuletzt war er Verwaltungsgerichtsdirektor. Im Ruhestand lebte er in Potsdam. In den letzten Kriegstagen kam er beim Einmarsch der Roten Armee ums Leben.

## Auszeichnungen
- Ernennung zum Geheimen Justizrat[1]